# Akina Nakamori
Akina Nakamori(中森明菜 Nakamori Akina, født 13. juli 1965) er en japansk popsangerinde, sangskriver og skuespillerinde. Hun er en af Japans mest populære sangere i 1980'erne. Hendes kendetegn er bl.a. den dybe, kraftfulde stemme.

## Diskografi

### Singler
| - 1982: "Slow Motion" - 1982: "Shōjo A" - 1982: "Second Love" - 1983: "Nibunnoichi no Shinwa" - 1983: "Twilight - Yūguretayori" - 1983: "Kinku" - 1984: "Kita Wing" - 1984: "Southern Wind" - 1984: "Jikkai" - 1984: "Kazari Ja Nai no yo Namida wa" - 1984: "Kita Wing" - 1985: "Mi Amore" - 1985: "Akaitori Nigeta" - 1985: "Sand Beige-Sabakuhe" - 1985: "Solitude" - 1986: "Desire-Jōnetsu" - 1986: "Gypsy Queen" - 1986: "Fin" - 1987: "Tango Noir" - 1987: "Blonde" - 1987: "Nanpasen" - 1988: "Al-Mauj" - 1988: "Tattoo" - 1988: "I Missed the Shock" - 1989: "Liar" | - 1990: "Dear Friend" - 1990: "Mizunisashita Hana" - 1991: "Futari Shizuka" - 1993: "Everlasting Love" - 1994: "Kata Omoi" - 1994: "Yoru no Dokokade" - 1994: "Gekka" - 1995: "Genshi, Onna wa Taiyō Datta" - 1995: "Tokyo Rose" - 1996: "Moonlight Shadow" - 1997: "Appetite" - 1998: "Kisei" - 1998: "Konya, Nagareboshi" - 1998: "Tomadoi" - 1999: "Ophelia" - 1999: "Trust Me" - 2001: "It's brand new day" - 2002: "The Heat" - 2003: "Days" - 2004: "Akai Hana" - 2004: "Hajimete Deatta Hi no Yō ni" - 2005: "Rakka Ryūsui" - 2006: "Hana yo Odore" - 2009: "Diva single version" |

### Albummer
| - 1982: Prologue - 1982: Variation - 1983: Fantasy - 1983: New Akina Entranger - 1984: Anniversary - 1984: Possibility - 1985: Bitter And Sweet - 1985: D404ME | - 1986: Fushigi - 1986: Crimson - 1987: Cross My Palm - 1988: Stock - 1988: Femme Fatale - 1989: Cruise - 1993: Unbalance+Balance - 1995: La Alteracion | - 1997: Shaker - 1998: Spoon - 1999: Will - 2002: Resonancia - 2003: I Hope So - 2006: Destination - 2007: Enka - 2009: Diva |

## Hjemmeside
- Akina Nakamori hos Universal Music Group